# 江維傑
江維傑（こう いけつ、江维杰、1991年10月17日 - ）は、中国の囲碁棋士。上海出身、中国囲棋協会、杭州棋院所属、九段。19歳で最年少名人及び2連覇、LG杯世界棋王戦優勝など。

## 経歴
2004年商業杯杭州国際城市囲棋戦準優勝。2005年入段。2006年から乙級リーグに出場。2007年三段、国家青年隊入り。2008年、中国囲棋甲級リーグの山東チームで出場、リコー杯新秀戦優勝、四段。2009年、全国囲棋個人戦優勝、五段、阿含・桐山杯ベスト4進出、甲級リーグでは杭州チームで14勝6敗の好成績を挙げる。2010年LG杯世界棋王戦出場（1回戦で崔哲瀚に敗れる）、衢州爛柯杯で決勝に進み、謝赫に敗れ準優勝。同年、名人戦で6連覇中の古力に挑戦し、3-2で中国最年少の19歳で名人となる。
2012年、LG杯世界棋王戦決勝で李昌鎬を2-0で破り国際棋戦初優勝、これにより九段昇段。同年中国共産主義青年団山東省委員会、山東省青年聯合会から「山東青年五四奨章」受章。2020年甲級リーグでは日照山海大象チームで出場して準優勝、MVP獲得。
中国棋士ランキングでは2009年20位、2011年4位、2014年2位。2014年甲級リーグの李世乭戦、及び2017年威孚房開杯棋王戦の李欽誠戦で4劫無勝負を記録している。

### タイトル歴
国際棋戦
- LG杯世界棋王戦 2012年
- 中国常徳・柳葉湖杯世界囲棋名人争覇戦 2012年

国内棋戦
- リコー杯新秀戦 2008年
- 全国囲棋個人戦 2009年
- 名人戦 2010-11年
- 大重九杯中国囲棋精英戦 2012年
- 竜星戦 2019年
- 全国智力運動会 男子個人戦 2019年

### その他の棋歴
国際棋戦
- 中国常徳・柳葉湖杯世界囲碁名人争覇戦 準優勝 2011年
- 世界囲碁選手権富士通杯 4位 2011年
- 春蘭杯世界囲碁選手権戦 3位 2013年
- LG杯世界棋王戦 ベスト4 2016年、ベスト8 2018年
- 天府杯世界囲碁プロ選手権戦 ベスト4 2018年
- 百霊愛透杯世界囲碁オープン戦 ベスト8 2014年
- 世界囲棋巓峰対決 準優勝 2019年
- スポーツアコードワールドマインドゲームズ 男女ペア戦準優勝 2012年（李赫とペア）
- 招商地産杯中韓囲棋団体対抗戦
  - 2011年 0-1（×朴廷桓）
  - 2013年 1-1（○金昇宰、×趙漢乗）
- 農心辛ラーメン杯世界囲碁最強戦
  - 2013年 0-1（×朴廷桓）
- 宏達杯全国囲碁星鋭最強戦 2013年5位

国内棋戦
- 全国智力運動会 2011年男子団体戦優勝（山東チーム）、2019年男子団体戦3位（山東チーム）
- 衢州・爛柯杯中国囲棋冠軍戦 準優勝 2010年
- 中信銀行杯電視囲棋快棋戦 準優勝 2013年
- 威孚房開杯棋王戦 準優勝 2014年
- 偉星杯世界囲棋冠軍招待戦 準優勝 2015年
- 倡棋杯中国プロ囲棋選手権戦 準優勝 2017年
- 寧波杭州湾方太杯世界冠軍争覇戦 2017年 準優勝
- 中華人民共和国全国運動会 男子個人戦準優勝 2021年
- リコー杯囲棋混双戦 優勝 2013年（魯佳とペア）
- 弘通杯国家囲棋隊勝抜戦
  - 2012年 0-1（×朴文尭）
  - 2013年 2-1（○趙晨宇、○謝爾豪、×柯潔）
- 中国囲棋甲級リーグ戦
  - 2006年乙級（齊魯晩報棋院）
  - 2007年乙級（齊魯晩報）
  - 2008年（山東網通）4-5
  - 2009年（江蘇泊杭州）14-6
  - 2010年（山東聯通 - 山東齊魯晩報）11-11
  - 2011年（山東景芝酒業）14-8
  - 2012年（山東景芝酒業）13-9
  - 2013年（山東景芝酒業）12-10
  - 2014年（山東景芝酒業）16-6
  - 2015年（山東景芝酒業）12-10
  - 2016年（山東景芝酒業）11-11
  - 2017年（山東景芝酒業）16-10
  - 2018年（山東景芝酒業）16-8
  - 2019年（山東濰坊高新区）9-5
  - 2020年（日照山海大象）10-5、（プレーオフ:5-1、準優勝）、MVP
  - 2021年（日照山海大象）8-5、（プレーオフ:0-2）
- 中国囲棋名人廈門国貿杯招待戦 2014年 3-0（○陳耀燁、○周鶴洋、○檀嘯）